# سیلسور
سیلِسور (Silesaurus) سرده ای از دایناسورها از خانواده سیلسوریان از تریاس پسین است که در لهستان فعلی می‌زیستند.

## کشف

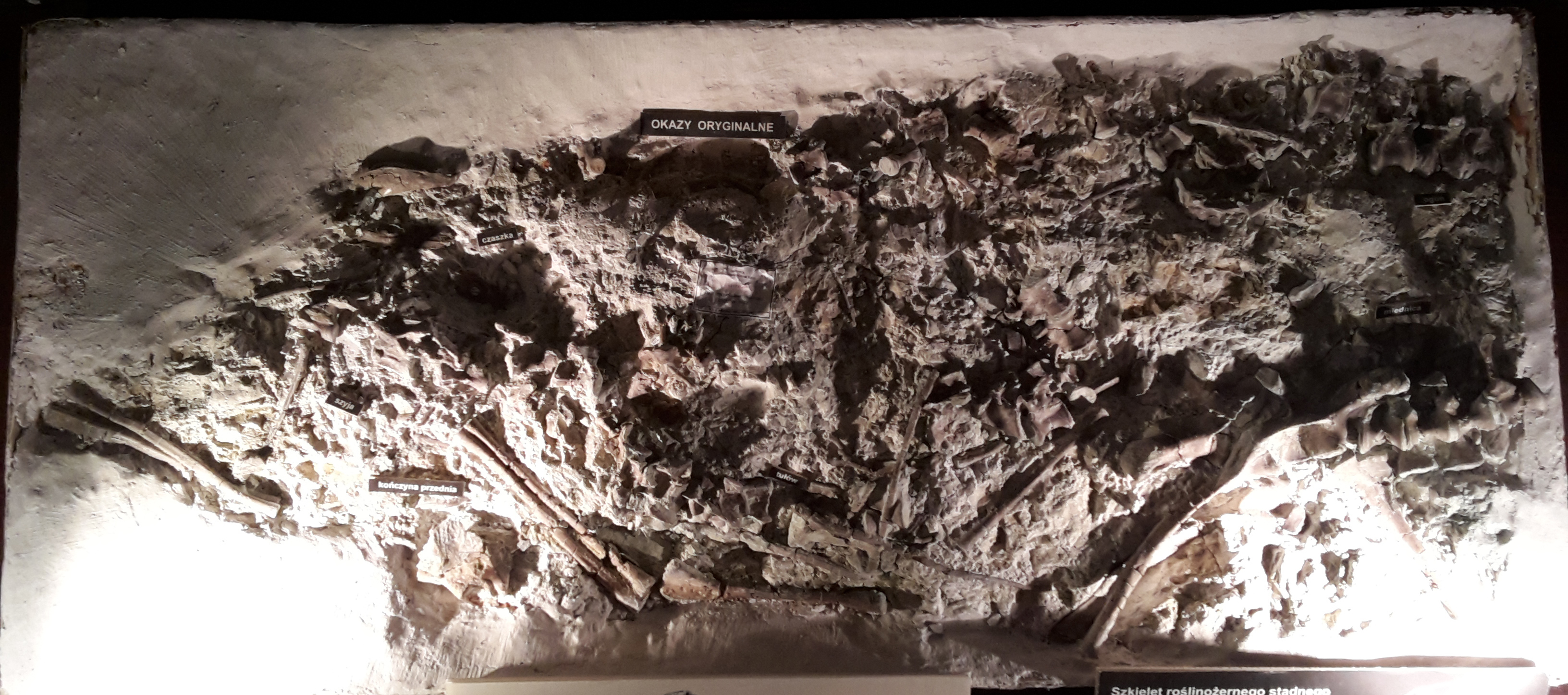
هولوتایپ، موزه فرگشت فرهنگستان علوم لهستان

بقایای فسیل‌شده سیلسور در سنگ‌های گّلی کویپر در کراشیوو در نزدیکی اوپوله، سیلزی لهستان، پیدا شده‌است که منشأ نام آن نیز می‌باشد. گونه نماد آن یعنی Silesaurus opolensis توسط یرزی دزیک در سال ۲۰۰۳ توصیف شد. حدود ۲۰ اسکلت از سیلِسور شناخته شده است که آن را به یکی از بهترین گونه‌های دایناسورهای اولیه تبدیل می‌کند.

## شرح

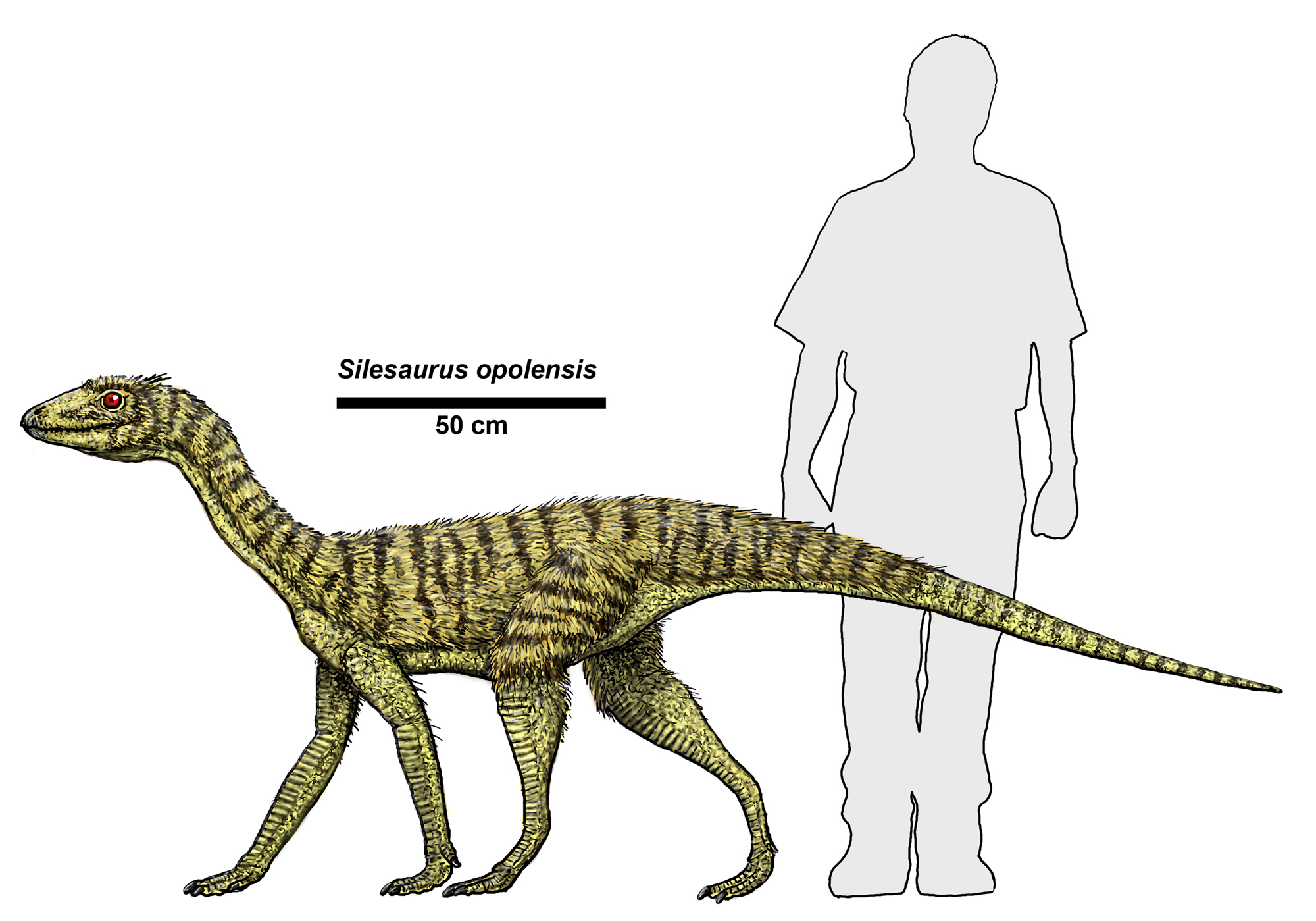
اندازه در مقایسه با انسان

سیلسور تقریباً ۲٫۳ متر (۷٫۵ فوت) طول داشت. این دایناسور حیوان سبک و احتمالاً سریع و چابک با سبک زندگی فعال بود. پوزه باریک با سوراخ‌های بینی رو به جلو داشت و چشمخانه‌های بزرگش احتمالاً دید تیزی را برای سیلسور فراهم می‌کردند.
در ابتدا تصور می‌شد که سیلسور کاملاً گیاه‌خوار است، اما تحقیقات بعدی روی محتویات مدفوع فسیل‌شده نشان می‌دهد که ممکن است حشره‌خوار بوده باشد، و از حشراتی مانند سوسک Triamyxa تغذیه می‌کرده‌است. دندان‌های این حیوان کوچک، مخروطی و دندانه‌دار بود و به‌طور نامنظم در آرواره‌هایش پخش شده بود. نوک استخوان فک پایین، دندان نداشت و شواهد نشان می‌دهد که توسط یک نوک کراتینه پوشیده شده بود.

## طبقه‌بندی
دانشمندان فکر می‌کنند که سیلسور دایناسور نبود، بلکه جزو دایناسورسانان بوده‌است. ویژگی‌های دایناسوری که در سیلسور وجود ندارد عبارتند از: تاج دالی‌سینه‌ای (دلتوپکتورال) بزرگ شده (اتصال ماهیچه‌ای روی بازو)، و سر استخوان (اتصال بزرگ شده زردپی بالای زوائد مفصلی) روی مهره‌های گردنی.
با این حال، سیلسور برخی از ویژگی‌های دایناسوری نیز دارد:
- استخوان تهیگاهی کوتاه (سطح استخوانی روی استخوان تهیگاهی که به عنوان پیوندگاه ماهیچه‌های دم عمل می‌کند)
- استخوان نشیمنگاهی با مجرای باریک
- استخوان ران با کاهش توبروزیت که در مرز رباط سر استخوان ران قرار دارد
- یک تروکانتر کوچکتر برجسته
- همپوشانی روند صعودی قاپ با استخوان درشت‌نی
- یک سطح مفصلی نزدیک مقعر برای پذیرش انتهای دیستال نازک‌نی پا

در نتیجه، فرضیه‌های جایگزین، سیلسور را در قاعده دایناسورهای پرنده‌کَفَل یا نزدیک آن قرار می‌دهند. دانشمندان دیگر یک پیوند پایه بین خزنده‌پاریختان‌ پایه و پرنده‌کفلان را پیشنهاد می‌کنند.

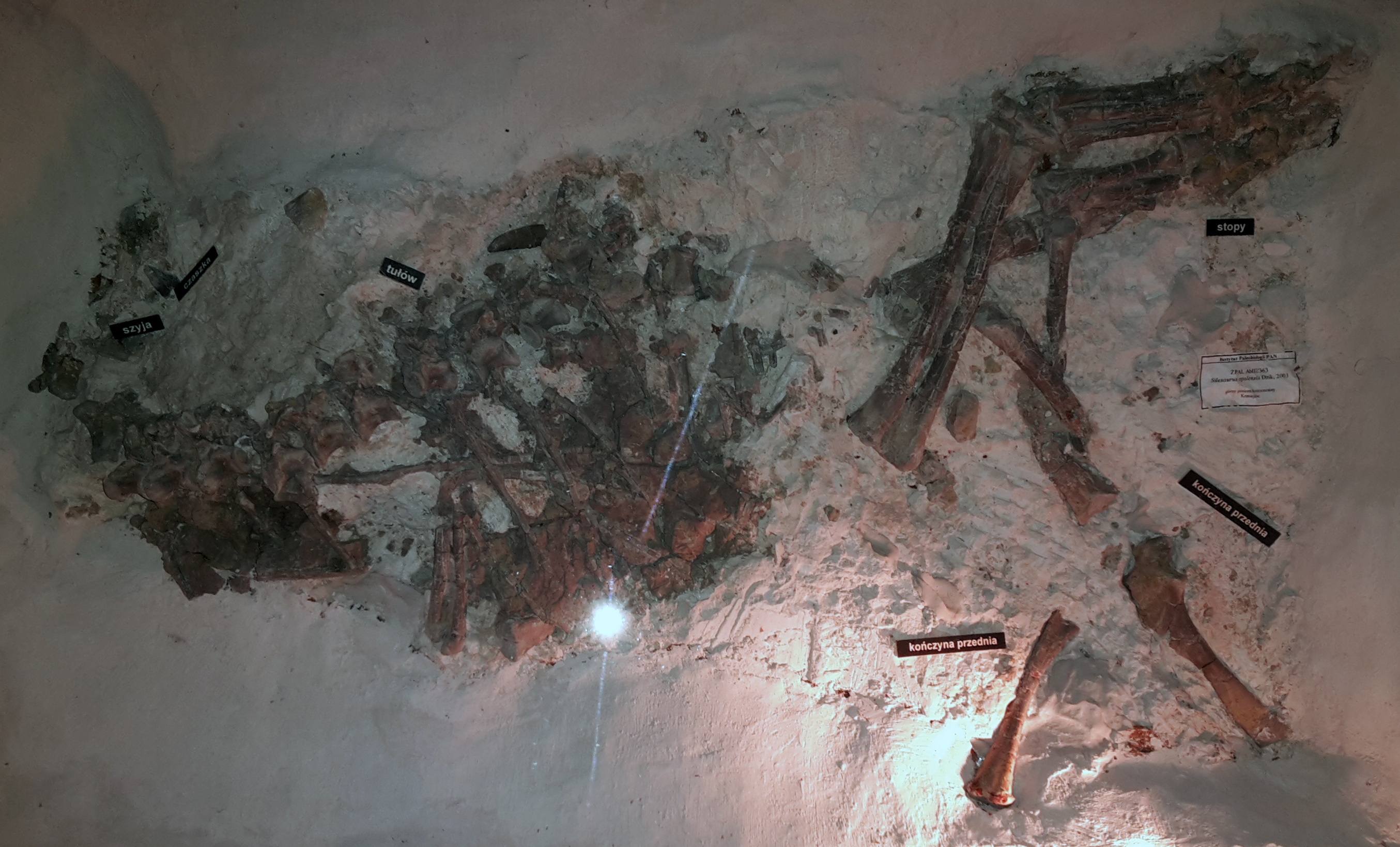
نمونه اختصاص داده شده

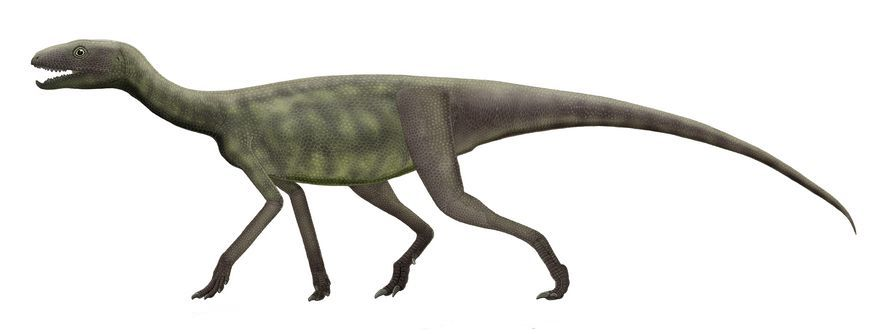
با فلس بازسازی شد

جایگاه رده‌شناسی بر پایه از نس‌بیت (۲۰۱۱):

## دیرین‌زیستی

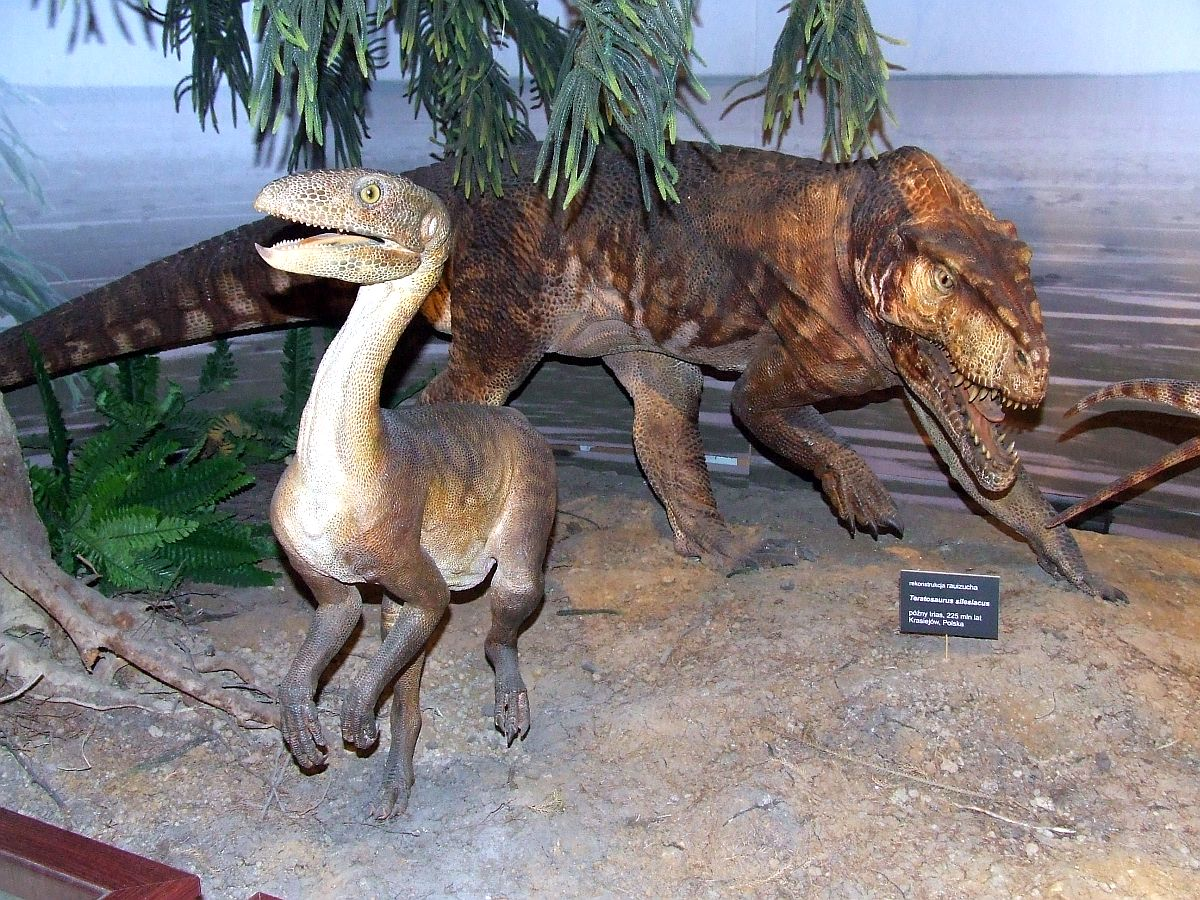
مدل‌های Silesaurus و Polonosuchus در لهستان

سوسک بال‌پوش و سایر بقایای بندپایان در مدفوع فسیل‌شده (کوپرولیت) که در مجاورت سنگواره‌های سیلسور بازیابی شده‌اند، یافت شده‌اند. اندازه و شکل کوپرولیت‌ها همراه با معماری منقاری عجیب جمجمه سیلسور ممکن است نشان دهد که این حیوان کوپرولیت دفع می‌کرده و به‌طور کامل یا تا حدی حشره‌خوار بوده است. ممکن است با نوک زدن از حشرات و سایر بندپایان کوچک تغذیه می‌کرده و از نوک منقار مانند پوزه برای هدف قرار دادن دقیق طعمه به روشی مشابه پرندگان امروزی استفاده می‌کرده است. اگر چنین بوده باشد، این اولین رخداد شناخته شده این شیوه تغذیه بسیار مشتق شده را نشان می‌دهد و پیامدهایی برای درک سازگاری‌های تکاملی دارد که در نهایت منجر به پیدایش دایناسورها می‌شود.

## محیط دیرینه
سیلسور در یک محیط نیمه‌گرمسیری شبیه به حوضه مدیترانه امروزی با باران‌های موسمی تابستانی و زمستان‌های خشک زندگی می‌کرد. زیستگاه باتلاقی وسیع و دارای گیاه سرخس این جاندار با تعداد زیادی از بی‌مهرگان و همچنین شش‌ماهی و ماهیان فلس‌دار، بریده‌مهرگان، گیاه‌خزنده‌سانان و پتروسورهای اولیه مشترک بود.